# Ferrari SF1000
Ferrari SF1000 — гоночный автомобиль, построенный итальянской командой Scuderia Ferrari для участия в чемпионате мира 2020 года. Как и в прошлом году, пилотами в основном составе остались Себастьян Феттель и Шарль Леклер.
Болид показали 11 февраля в Реджо-Эмилия.

## Сезон 2020

### Предсезонные тесты
В первый день тестов за руль SF1000 должен был сесть Себастьян Феттель, но он приболел, и его заменил Шарль Леклер. В целом подход команды изменился. Вместо работы над скоростью в Ferrari занимались сравнением данных с симулятора и с трассы.
Шарль Леклер:
В этом году Ferrari избрала другой подход к работе. В 2019-м мы были быстры на тестах, но не лучшим образом провели первую гонку сезона. Мы усвоили этот урок и теперь решили сосредоточиться на себе. Постараемся как можно лучше разобраться в особенностях новой машины, а над скоростью поработаем позже. Сегодня мы прежде всего сравнивали данные с симулятора и на трассе. Это больше интересно инженерам, чем гонщикам. Поэтому делать какие-то выводы сложно

## Результаты в чемпионате мира Формулы-1
| Легенда к таблице |                                                                    |
| --- | ------------------------------------------------------------------ |
| Расшифровка обозначений и цветов представлена в нижеследующей таблице. |                                                                    |
| \| Пример \| Описание \| \| ------------ \| ------------------------------------------------------------------ \| \| 1 \| Победитель \| \| 2 \| Второе место \| \| 3 \| Третье место \| \| 5 \| Финишировал, заработав очки \| \| Сход \| Не финишировал, но при этом заработал очки \| \| 12 \| Финишировал, не получив очков \| \| НКЛ \| Финишировал, но не попал в финальную классификацию \| \| 15 \| Участвовал вне зачёта, либо по отдельной классификации \| \| 18 \| Не финишировал, но попал в финальную классификацию \| \| Сход \| Не финишировал \| \| НКВ \| Не прошёл квалификацию \| \| НПКВ \| Не прошёл предквалификацию \| \| ДСК \| Дисквалифицирован \| \| ИСК \| Исключён из протокола соревнований \| \| ТТ \| Заявлен для участия только в тренировках \| \| НС \| Участвовал в квалификации, но не стартовал в гонке \| \| Т \| Травмирован или болен \| \| ОТК \| Отказ от участия \| \| НТР \| Прибыл на соревнования, но на трассу не выезжал \| \| НПР \| Был заявлен в числе участников, но не прибыл к началу соревнований \| \| О \| Соревнования отменены \| \| \| Не участвовал \| \| Поул-позиция \| \| \| Быстрый круг \| \| |                                                                    |
| Пример | Описание                                                           |
| 1 | Победитель                                                         |
| 2 | Второе место                                                       |
| 3 | Третье место                                                       |
| 5 | Финишировал, заработав очки                                        |
| Сход | Не финишировал, но при этом заработал очки                         |
| 12 | Финишировал, не получив очков                                      |
| НКЛ | Финишировал, но не попал в финальную классификацию                 |
| 15 | Участвовал вне зачёта, либо по отдельной классификации             |
| 18 | Не финишировал, но попал в финальную классификацию                 |
| Сход | Не финишировал                                                     |
| НКВ | Не прошёл квалификацию                                             |
| НПКВ | Не прошёл предквалификацию                                         |
| ДСК | Дисквалифицирован                                                  |
| ИСК | Исключён из протокола соревнований                                 |
| ТТ | Заявлен для участия только в тренировках                           |
| НС | Участвовал в квалификации, но не стартовал в гонке                 |
| Т | Травмирован или болен                                              |
| ОТК | Отказ от участия                                                   |
| НТР | Прибыл на соревнования, но на трассу не выезжал                    |
| НПР | Был заявлен в числе участников, но не прибыл к началу соревнований |
| О | Соревнования отменены                                              |
| | Не участвовал                                                      |
| Поул-позиция |                                                                    |
| Быстрый круг |                                                                    |

| Сезон | Шасси          | Двигатель           | Ш | Гонщики           | 1   | 2    | 3   | 4   | 5   | 6    | 7   | 8    | 9   | 10  | 11  | 12  | 13  | 14  | 15  | 16   | 17  | Место | Очки |
| ----- | -------------- | ------------------- | - | ----------------- | --- | ---- | --- | --- | --- | ---- | --- | ---- | --- | --- | --- | --- | --- | --- | --- | ---- | --- | ----- | ---- |
| 2020  | Ferrari SF1000 | Ferrari 065 1,6 V6T | P |                   | АВТ | ШТИ  | ВЕН | ВЕЛ | 70Л | ИСП  | БЕЛ | ИТА  | ТОС | РОС | АЙФ | ПОР | ЭМИ | ТУР | БАХ | САХ  | АБУ | 6     | 131  |
| 2020  | Ferrari SF1000 | Ferrari 065 1,6 V6T | P | Себастьян Феттель | 10  | Сход | 6   | 10  | 12  | 7    | 13  | Сход | 10  | 13  | 11  | 10  | 12  | 3   | 13  | 12   | 14  | 6     | 131  |
| 2020  | Ferrari SF1000 | Ferrari 065 1,6 V6T | P | Шарль Леклер      | 2   | Сход | 11  | 3   | 4   | Сход | 14  | Сход | 8   | 6   | 7   | 4   | 5   | 4   | 10  | Сход | 13  | 6     | 131  |